# Вандот, Йосип
Йосип Вандот (словен. Josip Vandot, 15 января 1884, Краньска Гора, Австро-Венгрия — 11 июня 1944, дер. Трнянский Кути (ныне Хорватия)) — cловенский детский писатель и поэт.

## Биография
В межвоенной Югославии работал железнодорожным чиновником в Мариборе. В 1922 году оставил работу и посвятил себя полностью литературному творчеству. Жил в Любляне, затем в Словенска-Бистрица, позже переехал со своей семьей в Марибор, где жил до начала Второй мировой войны.
В 1941 году, после оккупации Югославии Германией, Вандот был депортирован в Хорватию.
Погиб в 1944 году во время бомбардировки союзниками Славонски-Брода. После войны был перезахоронен на кладбище Жале Любляны.

## Творчество
Дебютировал в 1918 году, как автор небольших сказок о смелом и находчивом пастушке по имени Кекес. В 1936 году издал книгу «Кекес из нашего города», которая состояла из трёх сказочных повестей о его приключениях. Книга была переведена на ряд иностранных языков и трижды (в 1951 , 1963 и 1968 гг.) экранизирована.
Й. Вандот также автор повести для детей «Prerok Muzelj» (1939) и многочисленных стихотворений.

## Избранные произведения

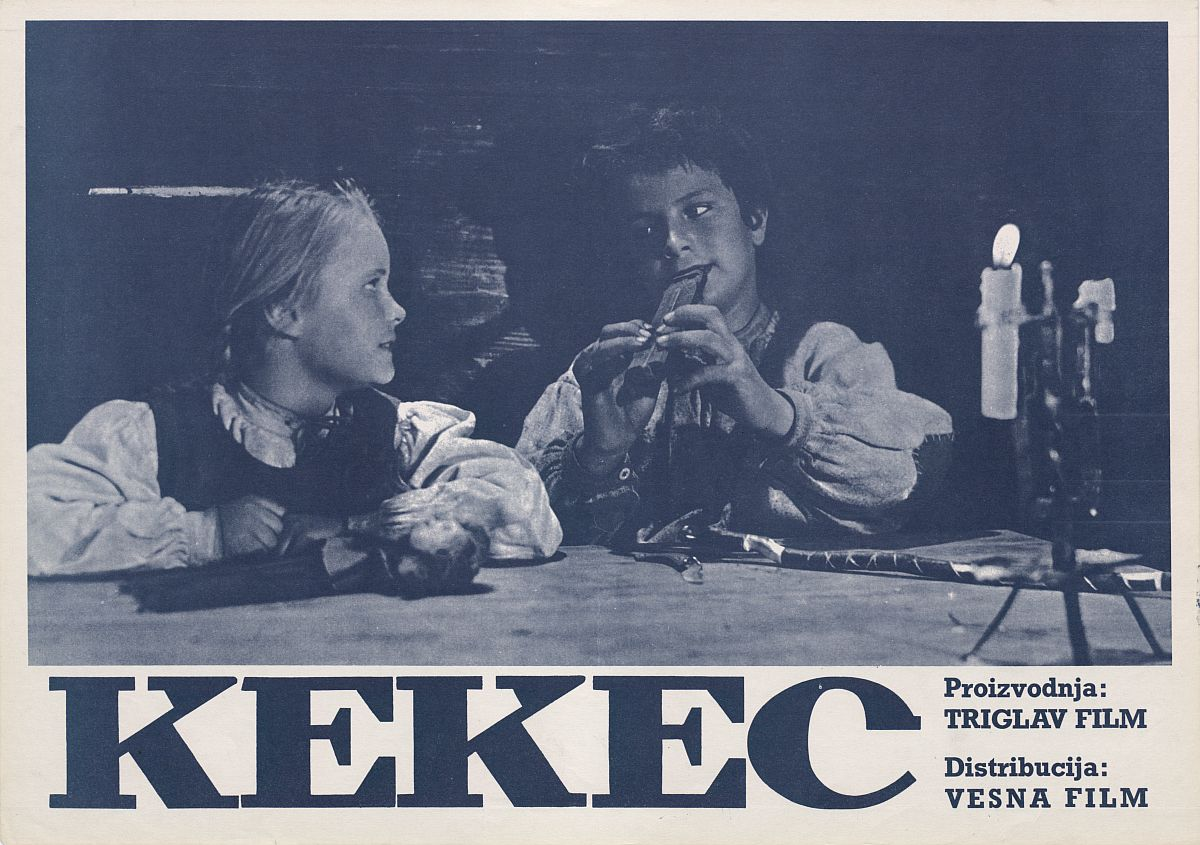
Постер кинофильма «Kekec». 1951 г.

- Kekec na hudi poti (1918)
- Kekec na volčji sledi (1922)
- Kekec nad samotnim breznom (1924)
- Kekec z naših gora
- Potovanje naše Jelice,
- Kocljeva osveta,
- Ob siničjem pogrebu,
- Sin povodnega moža,
- Ko je bil ded še mlad,
- Mihec gre v Korotan,
- Leš v zameni.

## Память
- Его именем названы улицы в Любляне, Мариборе, Краньска Гора и Ново-Место, начальная школа в Краньска Горе.
- В Краньска Горе установлены бюст и мемориальная плита Й. Вандота.
- В 2004 году почта Словении выпустила серию марок, посвящённых герою книг Й. Вандота — мальчику Кекесу.
- К 130-летию со дня рождения Й. Вандота 15.01.2014 г. в новом Google Doodle появилось изображение самого известного героя писателя, мальчика-пастушонка Кекеса, шагающего по Юлийским Альпам.